# Печурино (Ленинградская область)
Печурино — деревня в Алёховщинском сельском поселении Лодейнопольского района Ленинградской области.

## История
В конце XIX — начале XX века деревня административно относилась к Куневичской волости 2-го стана 2-го земского участка Тихвинского уезда Новгородской губернии.

ПЕЧУРИНО — деревня Боровского сельского общества, число дворов — 25, число домов — 30, число жителей: 63 м. п., 72 ж. п.; 

Занятие жителей — земледелие. Часовня, мелочная лавка. (1910 год) 

С 1917 по 1918 год деревня входила в состав Куневичской волости Тихвинского уезда Новгородской губернии.
С 1918 года в составе Череповецкой губернии.
С 1924 года в составе Капшинской волости.
С 1927 года в составе Валгомского сельсовета Капшинского района.
С 1928 года в составе Курикинского сельсовета Оятского района. В 1928 году население деревни составляло 125 человек.
Согласно карте Ленинградской области Северо-западного аэрогеодезического треста ГГУ издания 1932 года деревня насчитывала 15 крестьянских дворов.
По данным 1933 года деревня Печурино входила в состав Курикинского сельсовета Оятского района.

Деревня Печурино на карте РККА 1940 года

С 1955 года в составе Лодейнопольского района.
В 1958 году население деревни составляло 45 человек.
С 1965 года в составе Пирозерского сельсовета.
По данным 1966 и 1973 годов деревня Печурино также входила в состав Пирозерского сельсовета.
По данным 1990 года деревня Печурино входила в состав Тервенического сельсовет.
В 1997 году в деревне Печурино Тервенической волости проживали 8 человек, в 2002 году — 3 человека (все русские).
В 2007 году в деревне Печурино Алёховщинского СП также проживали 3 человека, в 2010 году — 2, в 2014 году — вновь 3 человека.

## География
Деревня расположена в юго-западной части района на автодороге 41К-648 (подъезд к дер. Середка), к юго-востоку от автодороги 41А-009 (Лодейное Поле — Чудово).
Расстояние до административного центра поселения — 36 км.
Расстояние до ближайшей железнодорожной станции Лодейное Поле — 87 км.
Деревня находится на левом берегу реки Капша.

## Демография
| 1910 | 1928 | 1958 | 1997 | 2007 | 2010 | 2014 |
| ---- | ---- | ---- | ---- | ---- | ---- | ---- |
| 135  | ↘125 | ↘45  | ↘8   | ↘3   | ↘2   | ↗3   |
| 2015 | 2016 | 2017 |      |      |      |      |
| →3   | →3   | →3   |      |      |      |      |

Согласно данным Всероссийской переписи населения 2021 года в деревне постоянного населения не было.

## Инфраструктура
На 1 января 2014 года в деревне было зарегистрировано: хозяйств — 1, частных жилых домов — 14
На 1 января 2015 года в деревне было зарегистрировано: хозяйств — 1, жителей — 3.